# Карден, Шарлотта
Шарло́тта Карде́н (фр. Charlotte Cardin; род. 9 ноября 1994) — канадская певица из Монреаля, выступающая в жанрах поп-музыки, электронной и джазовой музыки. Лауреат ряда музыкальных премий, в том числе «Феликс» и «Джуно». Дебютный альбом Phoenix выпустила в 2021 году.

## Биография
Карден выросла в той части Монреаля, которая находится на острове Монреаль. В возрасте 15 лет она начала карьеру модели и участвовала в различных рекламных кампаниях. В 2013 году она вошла в четвёрку финалистов канадского конкурса «Голос» (La Voix) телеканала TVA. В том же году она выступила дуэтом с певцом Гару на сингле «Du vent, des mots» с альбома «Au milieu de ma vie». В 2014 году Карден появилась во французском шоу «Голос», исполнив там песню Гару и выступив в роли судьи.
Дебютный мини-альбом Big Boy с песнями на английском и французском языках Карден выпустила в 2016 году на «Cult Nation Records».
На конкурсе авторов песен SOCAN 2017 года она номинировалась с песней «Big Boy» в категории англоязычных произведений и песней «Faufile» во франкоязычной категории, став первым исполнителем истории премии, который в один год участвовал сразу в двух этих номинациях. В 2017 году у Карден вышел второй мини-альбом Main Girl.
В 2018 году Карден получила две премии «Джуно» — как «прорыв года» и как «автор песен года» (за песни «Main Girl», «Paradise Motion» и «The Kids». Песня «Main Girl» номинировалась также на конкурсе SOCAN того же года.
В 2020 году у Карден вышли синглы «Passive Aggressive» и «Daddy» с её первого альбома Phoenix, выпущенного 23 апреля 2021 года. Альбом был записан совместно с продюсером певицы Джейсоном Брандо. В том же году альбом получил премию «Феликс» как лучший англоязычный альбом года; на церемонии Карден удостоилась ещё двух наград. В 2022 году певица стала самой номинируемой артисткой на премию «Джуно», поскольку фигурировала в качестве претендента сразу на шесть премий.
В апреле 2023 года Карден выпустила сингл «Confetti» со своего второго альбома 99 Nights. Сам альбом появился в августе, после чего Карден дополнительно выпустила мини-альбом Une semaine à Paris, куда вошли четыре песни, в том числе французская версия «Confetti». В 2024 году Карден вновь получила больше всех (шесть) номинаций на «Джуно», а её альбом 99 Nights победил в номинациях «альбом года» и «поп-альбом года».

### Личная жизнь
Шарлотта Карден встречается с актёром Алёшей Шнайдером.

## Дискография
- 2016 — Big Boy (EP)
- 2017 — Main Girl (EP)
- 2021 — Phoenix
- 2023 — 99 Nights
- 2023 — Une semaine à Paris (EP)

## Награды и премии
- «Феликс»[24]:
  - 2021 — англоязычный альбом года (Phoenix)
  - 2021 — англоязычный концерт года (The Phoenix Experience)
  - 2021 — самый успешный артист за пределами Квебека
- «Джуно»[25]:
  - 2022 — артист года
  - 2022 — сингл года (Meaningless)
  - 2022 — альбом года (Phoenix)
  - 2022 — поп-альбом года (Phoenix)
  - 2024 — альбом года (99 Nights)
  - 2024 — поп-альбом года (99 Nights)